# Echte Seeigel
Zur Ordnung der Echten Seeigel (Echinoida) gehören die häufigsten und bekanntesten Seeigel der europäischen Küsten, z. B. der Essbare Seeigel (Echinus esculentus) und der Steinseeigel (Paracentrotus lividus) aus der Familie der Echinidae und die artenreiche Gattung Strongylocentrotus  aus der Familie der Strongylocentrotidae.

## Merkmale

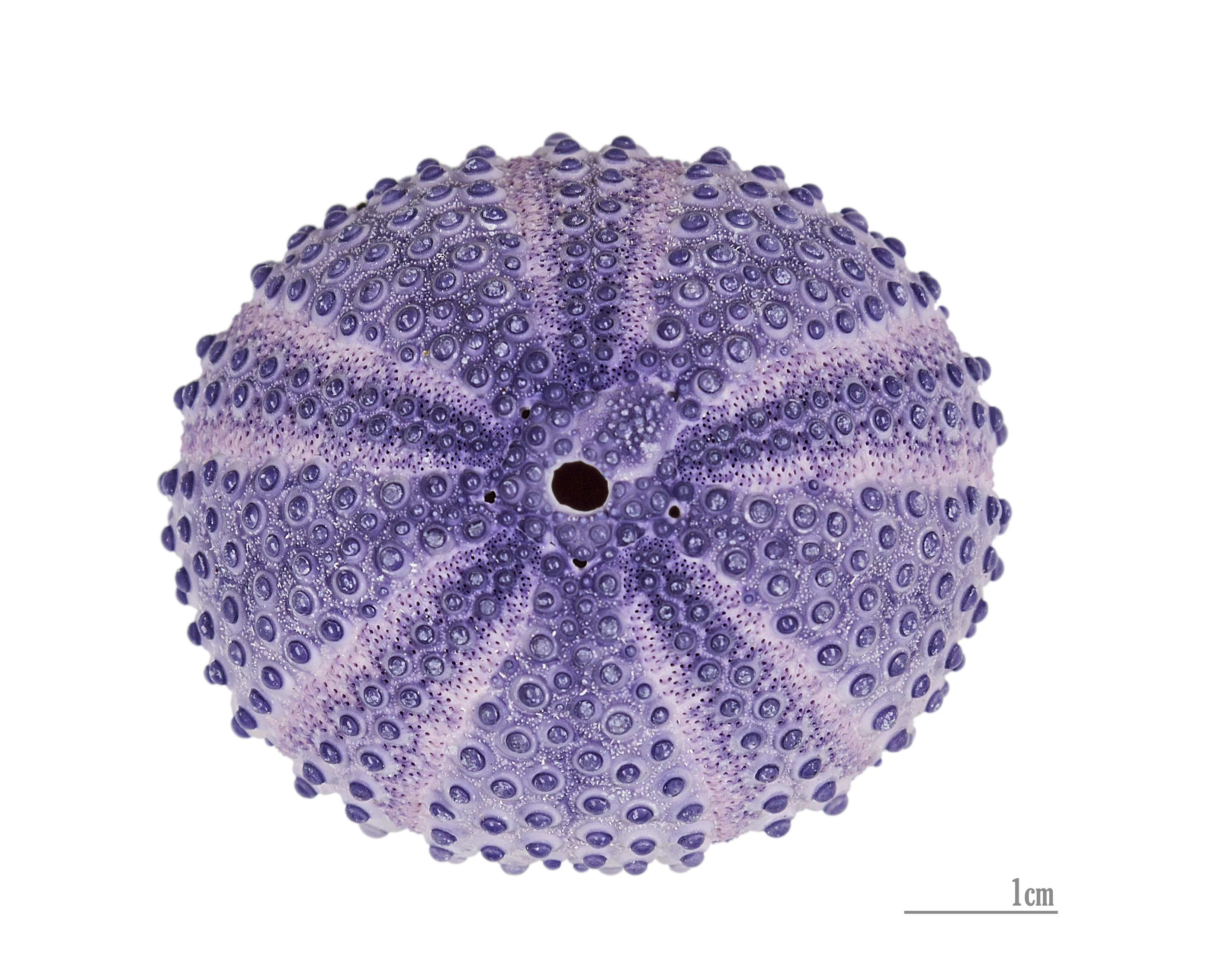
Kalkskelett eines Echten Seeigels

Die Echten Seeigel zählen morphologisch zu den „regulären“ Seeigeln (früher als Regularia bezeichnet). Für diese sind ein fünfstrahliges, radialsymmetrisches Kalkskelett und eine apfelförmige Gestalt charakteristisch. Der Mund liegt an der Unterseite inmitten eines häutigen Mundfeldes. Die Afteröffnung befindet sich im Zentrum der Oberseite. In der Mitte des Mundfeldes liegen die Spitzen der fünf Zähne, die in einem komplizierten Kiefergerüst verankert sind, das wegen seiner Form von Plinius dem Älteren „Laterne des Aristoteles“ genannt wurde. Bei den Echinoida sind wie bei der Ordnung der Temnopleuroida die Ausschnitte im sich nach oben verbreiternden Kiefergerüst durch Spangen überbrückt. Die Echinoida haben aber keine besonderen Vertiefungen auf der Schalenoberfläche und auch die Kiemenschlitze sind undeutlich und nicht so tief eingeschnitten wie bei den Temnopleuroida. 